# Alois Wessels
Alois Wessels (16. června 1864 Loštice – 1944) byl český podnikatel, zakladatel největší tvarůžkářské výroby v českých zemích a zároveň bývalém Rakousku-Uhersku.
Jeho podnik nesl označení A.W., byl založen v roce 1876 a dnes v původní výrobě pokračují potomci Aloise Wesselse.